# José María Martínez Cachero
José María Martínez Cachero (Oviedo, 30 de marzo de 1924 - Oviedo, 30 de junio de 2010) fue un catedrático de literatura y crítico literario español. 

## Vida
José María Martínez Cachero nació y murió en Oviedo, de cuya Universidad fue primero alumno (se licenció en Filología Románica en 1945), después profesor ayudante, profesor adjunto y finalmente catedrático (a partir de 1965 hasta su jubilación forzosa en 1989, aunque siguiera algunos años más como profesor emérito).
Como tantos otros catedráticos de Universidad, antes lo había sido de Enseñanza Media: precisamente en el Instituto Jovellanos de Gijón, entre 1960 y 1965. En los años 1968 y 1970 fue profesor visitante en las Universidades de Tennessee y de Nuevo México en los EE. UU. En la Universidad  de Oviedo se encargó del Servicio de Publicaciones y también fue secretario de la revista Archivum, de la Facultad de Filosofía y Letras.
Fue jurado en diversos premios literarios, destacando nueve años del Premio Príncipe de Asturias de las Letras. Fue miembro numerario del Real Instituto de Estudios Asturianos y Correspondiente de la Real Academia Española.
A título póstumo, el 7 de septiembre de 2010 le fue concedida la Medalla de Oro de Asturias.

## Crítico literario
Martínez Cachero cultivó tanto la crítica literaria periodística o de actualidad como la crítica universitaria o de investigación.
Se dedicó, fundamentalmente, a tres campos de investigación:
1. Clarín y la novela realista española del siglo XIX.
2. La crítica y los críticos literarios de España.
3. La novela española a partir de 1939.
Otros autores y temas de su interés fueron Azorín y la Generación del 98 y la poesía española de postguerra. Es también autor de un libro de recuerdos y memorias literarias Antes que el tiempo muera en nuestros brazos (Llibros del pexe, 2002).

## Obras (selección)
- Martínez Cachero, José María; Alarcos Llorach, Emilio; Alfonso García, María Carmen (2000). Homenaje a José María Martínez Cachero. Tomo I. El canto de las sirenas. Universidad de Oviedo. ISBN 84-8317-215-1.
- Martínez Cachero, José María; Alarcos Llorach, Emilio; Alfonso García, María Carmen (2000). Homenaje a José María Martínez Cachero. Tomo II. Investigación y crítica. Universidad de Oviedo. ISBN 84-8317-217-8.
- Martínez Cachero, José María; Alarcos Llorach, Emilio; Alfonso García, María Carmen (2000). Homenaje a José María Martínez Cachero. Tomo III. Investigación y crítica. Creación. Universidad de Oviedo. ISBN 84-8317-218-6.
- Menéndez Pelayo y Asturias. Oviedo, IDEA, 1957.
- Las novelas de Azorín. Madrid, Ínsula, 1960.
- Andrés González-Blanco: Una vida para la literatura. Oviedo, IDEA, 1963.
- Las palabras y los días de Leopoldo Alas. Miscelánea de estudios sobre "Clarín". Oviedo, IDEA, 1984.
- Historia de la literatura española. León, Everest, 1993-1995, 3 volúmenes (Vol. III, Siglos XIX y XX debidos a José María Martínez Cachero)
- Historia de la novela española entre 1936 y el fin de siglo. Editorial Castalia. 1997. ISBN 9788470397561.
- Antología del cuento español, 1900-1939. Editorial Castalia. 1994. ISBN 9788470396892.
- Leopoldo Alas universitario. Universidad de Oviedo. 1990. ISBN 9788474682663.
- A Leopoldo Alas (Clarín), 1852-1901. Universidad de Oviedo. 1985. ISBN 9788474681079.
- Liras entre lanzas. Historia de la Literatura "Nacional" en la Guerra Civil. Editorial Castalia. 2009. ISBN 978-84-9740-267-5. Archivado desde el original el 14 de diciembre de 2009. Consultado el 17 de octubre de 2009.